# Phare du Grand-Ribaud
Le phare du Grand-Ribaud se trouve au sud de la presqu'île de Giens. 
Il domine la pointe sud de l'île du Grand Ribaud, en rade d'Hyères, entre la presqu'île de Giens et l'île de Porquerolles.
Il a été détruit pendant la Seconde Guerre mondiale et reconstruit en 1953 à côté des ruines du premier.
Il est télécontrôlé par la station de Porquerolles.